# استو مریس
استو مریس (به انگلیسی: Stow Maries) یک روستا و محله مدنی در بریتانیا است که در ملدون واقع شده است. استو مریس ۲۱۴ نفر جمعیت دارد.